# 남방참다랑어
남방참다랑어(Thunnus maccoyii)는 다랑어속에 속하는 어류로, 남반구의 모든 해양에서 서식하며, 주로 위도 30도와 50도 사이에서 발견되지만, 60도 가량에서 목격된 적도 있다. 최대 몸길이는 3미터이며, 몸무게는 480킬로그램정도로, 경골어류 중 가장 큰 편에 속한다.
1. ↑  Collette, B.B.; Boustany, A.; Fox, W.; Graves, J.; Juan Jorda, M.; Restrepo, V. (2021). “Thunnus maccoyii”. 《IUCN 적색 목록》 (IUCN) 2021: e.T21858A170082633. doi:10.2305/IUCN.UK.2021-2.RLTS.T21858A170082633.en. 2021년 11월 19일에 확인함.
2. ↑  Environment, jurisdiction=Commonwealth of Australia; corporateName=Department of the. “Thunnus maccoyii — Southern Bluefin Tuna”. 《www.environment.gov.au》. 2015년 11월 27일에 확인함.
3. ↑  Hamer, Derek J.; Ward, Tim M.; McGarvey, Richard (2008). “Measurement, management and mitigation of operational interactions between the South Australian Sardine Fishery and short-beaked common dolphins (Delphinus delphis)” (PDF). 《Biological Conservation》 141 (11): 2865–2878. doi:10.1016/j.biocon.2008.08.024. ISSN 0006-3207. 2021년 4월 28일에 원본 문서 (PDF)에서 보존된 문서. 2023년 3월 27일에 확인함.